# Pseudophilotes nigra
Pseudophilotes nigra är en fjärilsart som beskrevs av Hans-Joachim Hannemann 1929. Pseudophilotes nigra ingår i släktet Pseudophilotes och familjen juvelvingar. Inga underarter finns listade.